# 锦江路站
锦江路站是贵阳轨道交通S1线的地铁车站，位于中华人民共和国贵州省贵阳市花溪区黄河路与锦江路交叉口，于2024年12月28日开通。

## 车站结构
锦江路站沿黄河路呈南北向设置，为地下二层岛式站台车站，车站长216米，标准段宽19.9米，车站地下一层为站厅层，地下二层为站台层。
| 地面              | 出入口 | B、C、D出入口                                                                                         |
| 地下一层          | 站厅   | 客服中心、自动售票机、验票机                                                                          |
| 地下二层          | 站台   | \| \| \| █ S1线往皂角坝（中曹司） \| \| 島式 · 開左邊车门 \| \| \| \| \| \| █ S1线往望城坡（小河） \| |
|                   |        | █ S1线往皂角坝（中曹司）                                                                              |
| 島式 · 開左邊车门 |        | |
|                   |        | █ S1线往望城坡（小河）                                                                                |

## 车站出口
锦江路站目前开放3个出入口，各出口及周围设施如下所示：
| 编号                | 出入口信息                                                                                 | 照片 | 无障碍设施 |
| ------------------- | ------------------------------------------------------------------------------------------ | ---- | ---------- |
| A · 出口 · （设有） |                                                                                            |      |            |
| B · 出口            | 黄河路，清水江路，通用医疗三〇〇医院                                                       |      | 不適用     |
| C · 出口 · （设有） | 黄河路                                                                                     |      |            |
| D · 出口            | 香江路，锦江路，西南环路，漓江小学，平桥街道党群之家，国家税务总局贵阳经济技术开发区税务局 |      | 不適用     |
| 图例： 设有         |                                                                                            |      |            |

## 接驳交通

### 公交车
- 三〇〇医院：688路，B292路，B292路大站快车，花溪8路，经开1路，经开2路，经开5路，经开7路，经开16路
- 西工厂：B292路区间车，花溪8路，经开1路，经开2路，经开7路，经开16路
- 黄河路(南)：41路，43路，50路，57路，204路，242路，315路，327路，688路，B292路，B292路大站快车，B292路区间车，花溪8路，经开1路，经开2路，经开5路，经开7路，经开16路

## 车站历史
本站工程名与正式名均为锦江路站，站名来自车站横跨的锦江路。
- 2024年1月26日，车站主体结构封顶[2]。
- 2024年12月28日，车站随S1线工程通车开通[1]。